# 福島正信
福島正信（1525年？—1597年5月11日）是日本戰國時代至安土桃山時代的武將。別名正光。正室是木下秀吉的叔母木下氏。賤岳七本槍之一福島正則的父親。

## 生平
在大永5年（1525年）出生。本來於尾張國海東郡經營桶屋，因為妻子是秀吉的叔母，被秀吉召為家臣。天正12年（1584年），參與小牧、長久手之戰。此後，受到成為大名的長男正則保護而渡過余生。在慶長2年3月25日（1597年5月11日）死去。戒名是冷照院清菴道泉。墓所在京都府京都市東山區的建仁寺永源庵。

## 外部連結
- 武家家伝＿福島氏 （页面存档备份，存于）